# Le Beugnon
Le Beugnon är en kommun i departementet Deux-Sèvres i regionen Nouvelle-Aquitaine i västra Frankrike. Kommunen ligger i kantonen Coulonges-sur-l'Autize som tillhör arrondissementet Niort. År 2018 hade Le Beugnon 283 invånare.

## Befolkningsutveckling
Antalet invånare i kommunen Le Beugnon
| Referens: INSEE |